# 佐藤氏
佐藤氏（さとうし）は、日本の氏族のひとつ。京都の摂関家である藤原氏の、藤原四家の本流である藤原北家の藤原魚名の子孫であり、魚名の子孫・藤原秀郷の子孫でもある。その由来は、左衛門尉の藤原氏の略とされる他、佐野の藤原氏(藤原秀郷)、佐渡の藤原氏などの諸説がある。

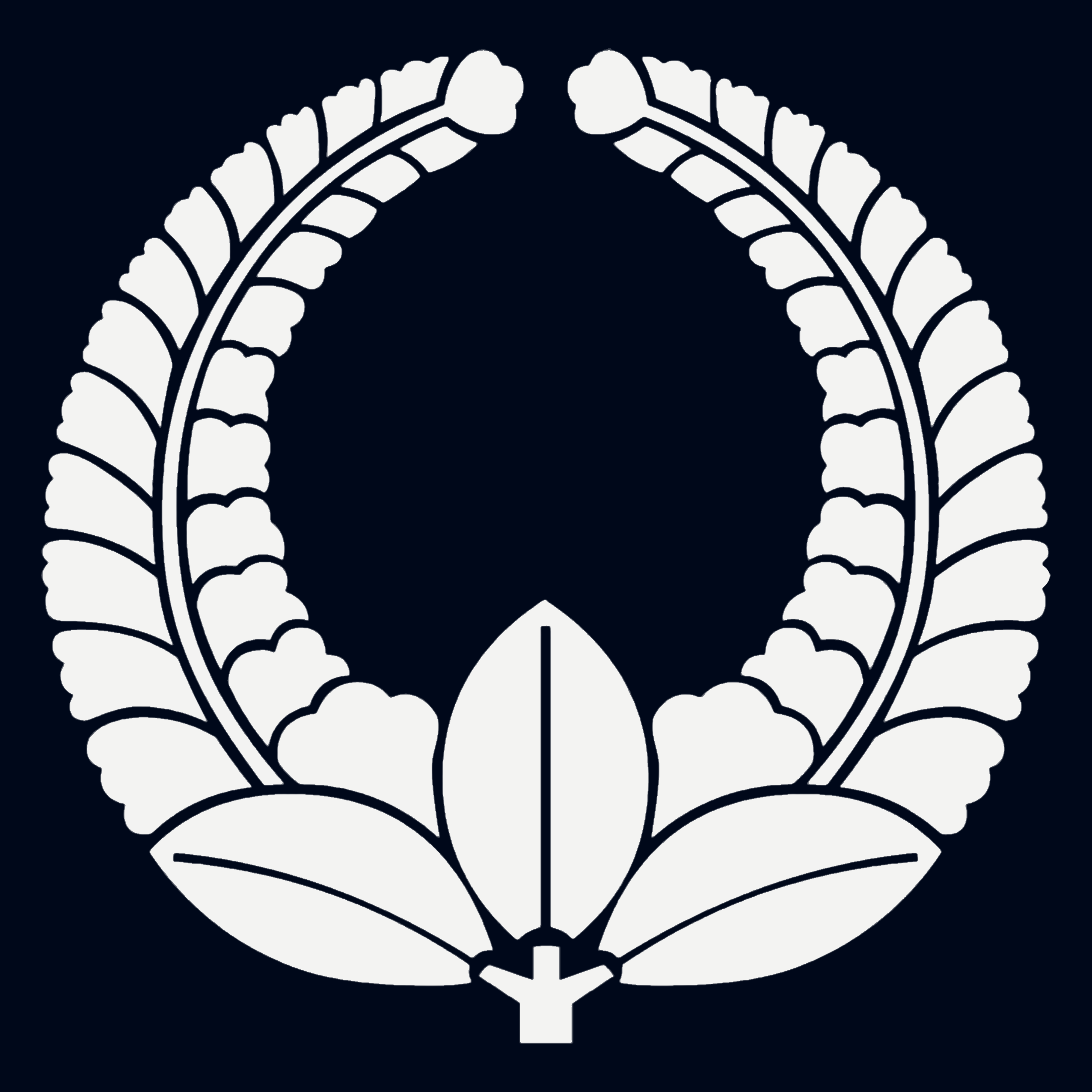
家紋 上がり藤

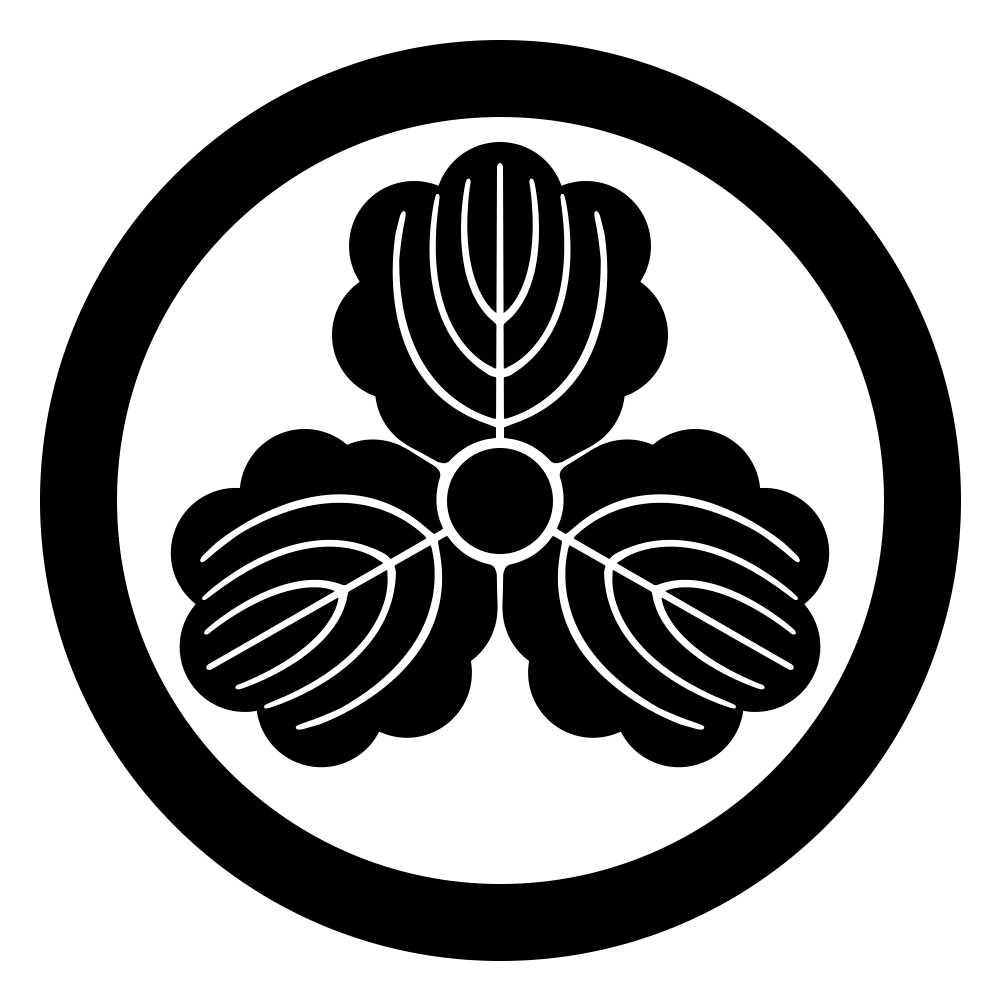
家紋 丸に三つ柏

家紋 丸に木瓜

家紋 丸に三つ引

## 陸奥国の佐藤氏

### 信夫佐藤氏
信夫佐藤氏（しのぶさとうし）は、大化の改新で活躍した藤原鎌足の子孫であり平将門の乱を鎮定した下野守(栃木県)兼武蔵守(東京都・埼玉県・神奈川県)兼鎮守府将軍である藤原秀郷の次男・千常を始祖とする一族。
平安京の藤原氏と同じ一族である平泉の藤原氏を「補佐する」という意味の「佐（すけ）」の漢字から「佐藤」と名乗ったとされる。また、佐藤氏の初代である朝廷の高級貴族・藤原公清（佐藤公清）が佐渡守になったため「佐渡(さど)」の藤原氏という意味で「佐藤(さとう)」を名乗ったという説も存在する。信夫地方（福島県福島市）の佐藤氏には、奥州藤原氏の第三代当主である貴族・陸奥守兼鎮守府将軍・藤原秀衡の親戚である側近の一人,佐藤継信・佐藤忠信兄弟、内閣総理大臣・佐藤栄作などがいる。
藤原秀衡は武蔵坊弁慶などのわずかな家来たちと共に平泉に逃れてきた源頼朝の弟・源義経を庇護して源平合戦における奥州藤原氏側の「旗頭」として擁立すると、平泉藤原氏の親戚である側近の一人,　佐藤継信・佐藤忠信の兄弟を義経の「補佐役」として付けた。佐藤兄弟は軍事力がほぼない源氏軍の司令官・源義経を補佐して源平合戦（治承・寿永の乱）で大いに活躍し、源義経は奥州藤原氏や源氏と同じ軍事貴族である平氏を滅ぼした。
佐藤兄弟の父佐藤基治（元治）は信夫（福島県福島市）飯坂温泉付近に荘園を所領し信夫荘司・湯荘司と称した。佐藤基治の妻（乙和子姫・佐藤兄弟の母）は後三年の役(奥羽四年戦争)の勝利者として事実上支配した奥州藤原氏初代当主・藤原清衡の孫に当たり、その縁で奥州藤原氏の一族(藤原政権軍)として源頼朝の奥州討伐の際、石那坂に陣を敷き源軍と戦った。
奥州藤原氏政権の崩壊後も佐藤氏は信夫郡（福島県福島市）に存続し、南北朝期に伊勢へ移住する。
一部が故地・信夫周辺に残り、相馬氏、佐竹氏の部将となった。幕末には陸奥白河藩の代官に就任。医王寺や、舘の山公園・（大鳥城・福島市）に佐藤氏の遺跡がある。
福島県・信夫佐藤氏の子孫に、佐藤信寛、内閣総理大臣・佐藤栄作がいる。
佐藤氏の本拠地・福島県では、佐藤氏の菩提寺・医王寺での法要において主催者である佐藤家の当主が「佐半殿」と呼ばれている。

### 馬籠佐藤氏
現宮城県本吉郡津谷の馬籠に、佐藤基治の妻である藤原清衡の末子藤原清綱の娘の乙和子姫が化粧領を持っており、その因縁で佐藤忠信から7代目の佐藤信継が当地へ移住したのを発祥とする。

### 秋田藩士 佐藤氏
陸奥国の佐藤氏には、流離して佐竹氏に仕え、秋田藩士となったものがいる。佐藤平左衛門は流離して秋田郡比内新田村に住まい、足軽免許を受ける。子孫は秋田郡十二所に住まうという。
```
系譜　佐藤平左衛門―信令一信如―安信
```

## 出羽国の佐藤氏

### 寒河江氏譜代の佐藤氏
藤原秀郷を家祖とし、美濃佐藤氏より分かれる。佐藤清綱が源頼朝より武蔵国入間郷を与えられたが、子の佐藤基春は承久3年（1221年）承久の乱で敗れた大江親広が出羽国寒河江荘に潜居したのに従って出羽国に入り、以後寒河江氏譜代の家臣として活動する。本貫地武蔵国入間にちなみ、寒河江荘の定住地に入間の名を付けて楯を築き号とした（現・山形県西村山郡西川町入間）。天正12年（1584年）寒河江氏が最上氏に敗れると、佐藤勝訓は当主寒河江高基と共に自害して果てた。子の佐藤茂良は最上氏に仕えて大阪の役に従軍している。直系は現在まで続く。

### 置賜佐藤氏
現山形県西置賜郡小国町種沢の薬師城城主佐藤義治が、佐藤基治の子孫と称している。
出羽国では羽前地方に佐藤氏があり、置賜郡佐氏泉に佐藤正信、権信忠信はここに生まれるという。また、寛治年間（1087年～1094年）、田川郡酒田に住まう佐藤某が酒田次郎を名乗るという。また、大庄屋 佐藤氏は田川太郎の末裔という。また、飽海郡中山城主に佐藤上野守信がおり、總光寺を建立するという。また、天童氏の家臣に佐藤氏あった。また、鶴岡三日町に佐藤四郎左衛門家勝の名が見える。

### 秋田藩士 佐藤氏
佐藤茂頼は本姓藤原氏。元、最上家臣であったが流離して秋田に来て、佐竹氏の家臣となり、歩行勤仕をするという。幕紋は半月七星。
```
系譜 佐藤茂頼―茂貞―治左衛門茂旧
```

また、羽後地方の大名 小野寺氏の家臣に佐藤氏の名が見える。同家は本姓藤原氏で、家紋は丸に隅立て四つ目。佐藤近江綱信は小野寺景道（輝道）の家臣であったが、孫の道勝の代に流離して、平鹿郡横手に住まい、秋田藩に仕官した。子孫の一部は新田目氏を名乗った者もいる。。
```
系譜 佐藤近江綱信―道行―道勝―道信一道重
```

佐藤信部流
本姓は藤原氏、佐竹氏の家臣として秋田藩士たる一族に、佐藤信部の系統がある。生国は不詳のため、出羽佐藤氏に掲載する。
```
系譜 佐藤信部―信令―安信一信孟―信澄―信尹ー信冨…
```

佐藤信元流
また、佐藤助右衛門三男 佐藤信元の系統がある。
```
系譜 信元一信綱―冨信一信益一信休―
```

## 常陸国の佐藤氏
常陸佐藤氏は久慈郡増井村正宗寺に佐藤系図が所蔵されるという。常陸太田城主の家系に藤原千常を祖とする、佐藤氏があった。佐藤氏郷の代に、常陸源氏の佐竹昌義の侵攻を受け、太田城を追われた。ただし、子孫は族滅を免れ、久慈郡下野宮をはじめ郡内に土着する。また、東鑑によれば建暦年間、佐藤光季という者が常陸国に所領を得たとある。さらに、新編国史には多珂郡宮田村に、永禄（1558年から1570年）、天正（1573年から1592年）の頃、佐藤壱岐という武将がおり、藤原氏の流れで佐竹氏の重臣小野崎義昌に仕えて武功があったとされる。家紋は丸に上がり藤、丸に梅鉢、源氏車、扇に源氏車、六桁源氏車、丸に三つ柏、丸に釘抜き、丸に剣花菱、丸に州浜、丸に橘、丸に蔦、丸に八桁水車、丸に三つ引、丸に抱き茗荷、丸に木瓜、丸に四つ目。

### 秋田藩士 佐藤氏
以下は元は常陸国の佐藤氏であるが、佐竹氏の家臣として同家の久保田藩転封に随行し、出羽国に移住した一族である。遠祖は名の前に◎、家祖は○をつけた。系譜の筆頭にあっても家祖でないものには特に記号を付記していない。
佐藤伊右衛門流
佐竹家臣として常陸国より秋田に随行した武士として佐藤伊右衛門※の名が見える。
```
系譜 佐藤伊右衛門※―伊右衛門―清二郎
```

佐藤備中流
常陸国より佐竹氏の秋田転封に随行した者として、佐藤備中の名が見える。同家は本姓藤原氏。幕紋は車或澤潟を用いる。
```
系譜 佐藤備中―重信―金右衛門―宗信―五郎左衛門秀信
```

同じく、佐竹氏の秋田転封に随行した佐藤氏として、佐藤清右衛門の名が見える。同家も本姓を藤原氏とする。幕紋は車或菖葉を用いる。
佐藤清右衛門
```
系譜 佐藤清右衛門―信定―信忠―信重
```

佐藤典五右衛門の家系は秋田藩に料理人として勤仕するという。
```
系譜 佐藤典五右衛門―水右衛門―信恒―康信
```

佐藤勝宗流
佐藤勝宗の一門も秋田藩で料理人として勤仕するという。
```
系譜 佐藤勝宗―勝忠―勝直
```

佐藤正利流
佐藤正利は蘆名義勝に仕え、佐竹氏の秋田転封により、その一門として移住する義勝に随行し、出羽国仙北郡角館に移り住むという。正重の代に蘆名氏が断絶し、その後は佐竹北佐竹北家の義隣に仕えるという。
```
系譜 佐藤正利―正重―惣右衛門正次
```

佐藤重忠流
佐藤重忠の家系は慶長11年（1606年）、重盈の代に常陸より秋田郡十二所に移住し秋田藩に仕えるという。
```
系譜 佐藤重忠―重意―左門重盈―忠重―重信一重弘
```

佐藤易信流
左門重盈の養弟佐藤易信の系統があるという。
```
系譜 佐藤易重―新三郎重友一重治―利栄―重永―重次―重弘一重慶―…
```

佐藤重道流
以下は佐藤重友の次男の佐藤重道の系統である。
```
◎新三郎重友―○重道―友常―重寛―重時―重之―重久
```

佐藤小兵衛流
佐藤小兵衛は本姓藤原氏。佐竹氏の秋田転封に随行し、常陸国より秋田に下向、雄勝郡湯沢するという。知行は14石。
```
系譜 佐藤小兵衛―瀬兵衛一市兵衛信重
```

佐藤信次流
元陸奥国の岩城氏の家臣で、佐竹氏に随い常陸国に住むという。佐藤信次の代に秋田転封に随行し、雄勝郡院内に住むという。
```
系譜 佐藤信次―信久―信貞―信正―伊右衛門信盛
```

佐藤信政流
形右衛門信家の次男分流に佐藤信政の系統がある。
```
系譜 佐藤信家―○信政―典市信因―
```

祖先不詳
本姓藤原氏ながら、祖先の名不詳の佐藤氏あり。慶長年間（1596年 - 1615年）に常陸国より秋田に移住する。
```
系譜 佐藤某―某―某―某―某―某―某―忠丈―忠好―角右衛門忠寄―
```

### 水戸藩尊王志士・義民たる佐藤氏
- 佐藤熊太郎政為 水戸藩士。歩士組。佐藤木工允政直の子。諱は政為。天狗党の乱に際し、天狗党に加わり、捕らわれる。慶応3年3月14日、上総国久留里で獄死する[12]。
- 佐藤勝衛門 奥谷村郷役人。慶応2年（1866年）、天狗党に属するも奥谷村に死す[12]。
- 佐藤角兵衛 常陸国那珂郡大宮村の百姓。天狗党の乱に加わり兵糧方となる。元治元年（1864年）8月29日、多賀郡金澤村で討ち死にする。享年30。靖国神社合祀[13]。
- 佐藤長次郎 常陸国の百姓。天狗党に加わり、西上中の元治元年（1864年）11月15日、上野国甘楽郡にて岡部藩兵に討たれる[14]。
- 佐藤伴介 常陸国の人。文久元年（1861年）、水戸で獄死する[15]。
- 佐藤八十八悦定 常陸国那珂郡中居村の百姓。諱は悦定。天狗党に属し、慶応2年（1866年）1月6日、享年22。靖国神社合祀[16]。
- 佐藤隆介 常陸国の百姓。天狗党の乱に加わり、獄死。生没年不詳[17]。

### 水戸藩諸生党たる佐藤氏
- 佐藤源右衛門 水戸藩士。諸生党に属して天狗勢と合戦に及び、元治元年（1864年）、討ち死にする[18]。
- 佐藤久太郎 水戸藩の卒。元治元年（1864年）6月27日、下総国小金にて捕らわれ、梟。享年25[19]。

## 美濃国の佐藤氏

### 井深佐藤氏
藤原秀郷系。陸奥国信夫郡に居住し、陸奥鎮守府将軍の源頼信に仕え源氏車の紋を授けられ、後に応仁の乱で京都へ進出して功を挙げた一族が美濃国加茂郡の加治田城主となり、土岐氏→斎藤氏→織田氏→豊臣氏→徳川氏に仕えた。
佐藤信則(三河守)は、織田信長に従い美濃国の一揆を鎮め、加茂郡揖深村(伊深村)に城を築いて住み、天正5年(1577年)に没した。
佐藤堅忠は、豊臣秀吉に仕えたが、後に徳川家康に従い関ヶ原の戦いに出陣した。家康より美濃の一揆を鎮めるように言われたが断ったと伝わる。
佐藤継成は江戸幕府(旗本寄合席)の伊深佐藤氏の初代となり、現在の岐阜県美濃加茂市伊深町に伊深陣屋を構えた。
関ヶ原の戦いの後より徳川家康に仕え、慶長15年（1610年）9月25日に美濃国加茂郡において1000石を領した。大坂の役（大坂の陣）にも従い、その後に、徳川秀忠に仕えた。
元和3年（1617年）5月26日、2190石を加増され、美濃国加茂郡のほか大和国十市郡・摂津国武庫郡・島下郡・近江国高島郡内において3190石を領した。
- 美濃国 加茂郡 伊深村 1300石
- 摂津国 武庫郡 守部村 511石9升1合309・西武庫村 192石1斗6升4合993・常吉村 14石3斗9升
- 摂津国 島下郡 奈良村 120石
- 大和国 十市郡 西宮村 100石2斗7升9合999・新木村 189石4斗4升9合997・豊田村 438石5斗3升8合605・中村 293石6斗7升8合986
- 近江国 高島郡 深溝村 216石

佐藤成次(吉次)は、伊深正眼寺を中興した。
```
系譜 佐藤信則―堅忠―継成―成次(吉次)―続成(信次)―寛次―昌信―豊信―信富―信顕―信固―信礼―信崇―
```

## 阿波佐藤氏
阿波佐藤氏（あわさとうし）は、佐藤相模守公光の系譜である。桑野城主であった阿波佐藤氏は長宗我部氏の大軍に攻められ、中富川合戦で大敗し滅亡する。難を逃れた庶流の子孫は、阿波国阿波郡伊月郷（現徳島県阿波市市場町伊月）等で庄屋として続いたという。

## 紀伊佐藤氏
藤原房前の曾孫藤原兼清の子佐藤公康「佐藤太、住紀伊国」との記述が『尊卑分脈』にある。

## 京都佐藤氏
京都佐藤氏は藤原秀郷の次男・藤原千時の子孫である佐藤公清を初代とする。京都佐藤氏には、京都御所の警備を担当した武士である北面の武士、および「日本を代表する歌人の一人」でもある西行法師こと佐藤義清がいて、西行法師は親戚である平泉の藤原氏が自治支配していた東北地方を旅して各地で和歌を詠んだ。